# فرودگاه صحرایی دارلی مور
فرودگاه صحرایی دارلی مور (به انگلیسی: Darley Moor Airfield) یک فرودگاه خصوصی است که یک باند فرود چمن دارد و طول باند آن ۶۵۰ متر است. این فرودگاه در کشور انگلستان قرار دارد و در ارتفاع ۱۷۷ متری از سطح دریا واقع شده‌است.